# もう涙はいらない
「もう涙はいらない」（もうなみだはいらない）は、1992年5月15日に発売された鈴木雅之の14枚目のシングル。

## 解説
5thアルバム『FAIR AFFAIR』からの先行シングル。
日本テレビ系テレビドラマ『刑事貴族3』の主題歌であり、ゲスト出演回の終盤では「さよならいとしのBaby Blues」をノーカットで歌った。
本作のヒットにより、鈴木は前年に引き続き2年連続で第43回NHK紅白歌合戦に出場している。

## 収録曲
1. もう涙はいらない (4:52)
  - 作詞：西尾佐栄子　作曲・編曲：中崎英也
2. さよならいとしのBaby Blues （5:30）
  - 作詞・作曲：安藤秀樹　編曲：有賀啓雄
3. もう涙はいらない （Backing Track） (4:52)